# بانک تایو کوبه
بانک تایو کوبه (انگلیسی: Taiyo Kobe Bank) شرکت خدمات مالی و بانکداری ژاپنی است، که در سال ۱۹۳۶ تأسیس شد.